# Kolbe-Schmitt-Reaktion
Als Kolbe-Schmitt-Reaktion oder Kolbe-Synthese wird die Synthese von ortho-Hydroxybenzoesäure und deren Derivaten durch Erhitzen von Alkaliphenolaten mit Kohlenstoffdioxid unter hohem Druck bezeichnet. Die Reaktion wurde 1860 von A. W. H. Kolbe als Methode zur Synthese von Salicylsäure entdeckt, wobei er die Umsetzung der oben genannten Komponenten bei 180–200 °C durchführte.
Diese Synthese wurde 1885 durch Rudolf Schmitt verbessert.

## Mechanismus

Salicylsäure (ortho- Hydroxybenzoe-
säure)

Für den Mechanismus dieser Reaktion wird ein Komplex aus Natriumphenolat und Kohlenstoffdioxid postuliert, welcher zusammen mit der Stabilität des als Zwischenprodukt gebildeten Chelat-Komplexes auch die hohe ortho-Selektivität dieser Reaktion erklärt. Durch die Komplexierung erfährt das Kohlenstoffdioxidmolekül eine Polarisierung, wodurch dessen elektrophiler Charakter verstärkt wird, und es wird in einer Position fixiert, die nur den ortho-Angriff an den Ring ermöglicht. Man spricht hier auch vom Chelat-Effekt. Unter Bildung einer OH-Gruppe am Carbonylensauerstoffatom kommt es zur Rearomatisierung. Nun greift das negativ geladene Sauerstoffatom die Schwefelsäure an. Es entstehen dabei Natriumhydrogensulfat und ortho-Hydroxybenzoesäure (Salicylsäure).
Die entsprechende para-Hydroxybenzoesäure und deren Derivate lassen sich aus den jeweiligen Kaliumphenolaten synthetisieren.

para-Hydroxybenzoe-
säure

Die Kolbe-Schmitt-Reaktion ist auf Phenole und substituierte Phenole (auch höher anellierte Phenole wie z. B. Naphthole) beschränkt. Diese Reaktion dient heute noch zur technischen Synthese von Salicylsäure aus Natriumphenolat, weswegen die Kolbe-Schmitt-Reaktion oft auch einfach als Salicylsäure-Synthese bezeichnet wird.